# Tenis ziemny na Igrzyskach Śródziemnomorskich 2001
Tenis ziemny na Igrzyskach Śródziemnomorskich 2001 – turniej tenisowy, który był rozgrywany w dniach 5–8 września 2001 roku podczas igrzysk śródziemnomorskich w Tunisie. Tenisiści rywalizowali w czterech konkurencjach: singlu i deblu mężczyzn oraz kobiet.

## Medaliści
| Konkurencja             | Złoty medal                                   | Srebrny medal                                      | Brązowy medal                   |
| gra pojedyncza mężczyzn | Konstandinos Ikonomidis                       | Leonardo Azzaro                                    | Mehdi Tahiri                    |
| gra pojedyncza kobiet   | Bahijja Muhtasin                              | Eleni Daniilidu                                    | Lourdes Domínguez Lino          |
| gra podwójna mężczyzn   | Konstandinos Ikonomidis Anastasios Vasiliadis | Abdelhak Hameurlaine Noureddine Mahmoudi           | Mounir El Aarej Mehdi Tahiri    |
| gra podwójna kobiet     | Eleni Daniilidu Maria Pavlidou                | María José Martínez Sánchez Lourdes Domínguez Lino | Valentina Sassi Nathalie Viérin |

### Tabela medalowa
| Miejsce | Państwo   |   |   |   | Razem |
| ------- | --------- | - | - | - | ----- |
| 1       | Grecja    | 3 | 1 | 0 | 4     |
| 2       | Maroko    | 1 | 0 | 2 | 3     |
| 3       | Hiszpania | 0 | 1 | 1 | 2     |
| 3       | Włochy    | 0 | 1 | 1 | 2     |
| 5       | Algieria  | 0 | 1 | 0 | 1     |
|         | Razem     | 4 | 4 | 4 | 12    |